# اورتوویتسه
اورتوویتسه (به لهستانی:  Ortowice) یک روستا در لهستان است که در گمینا بیراوا واقع شده‌است. اورتوویتسه ۲۸۵ نفر جمعیت دارد.

## نگارخانه

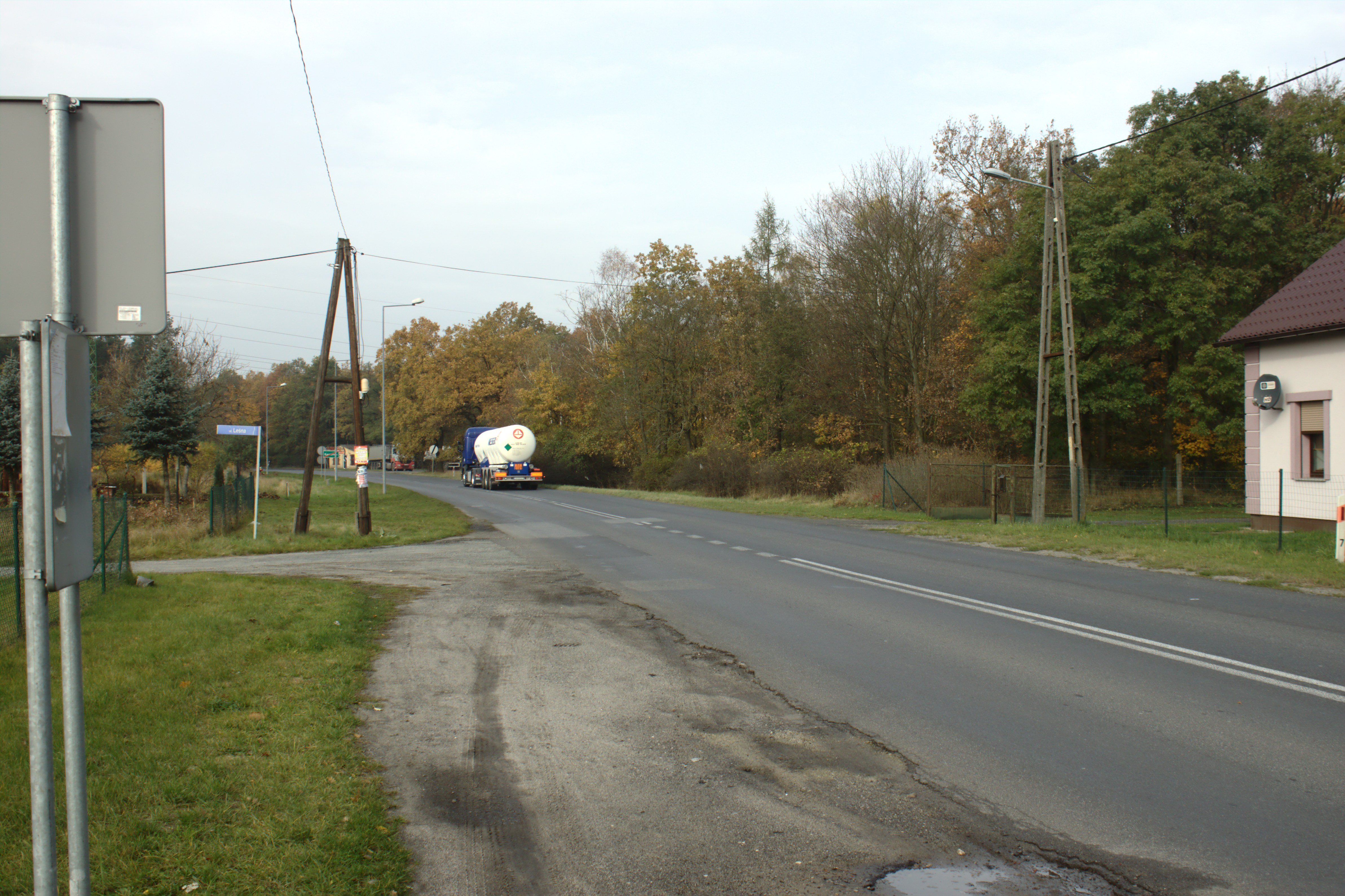
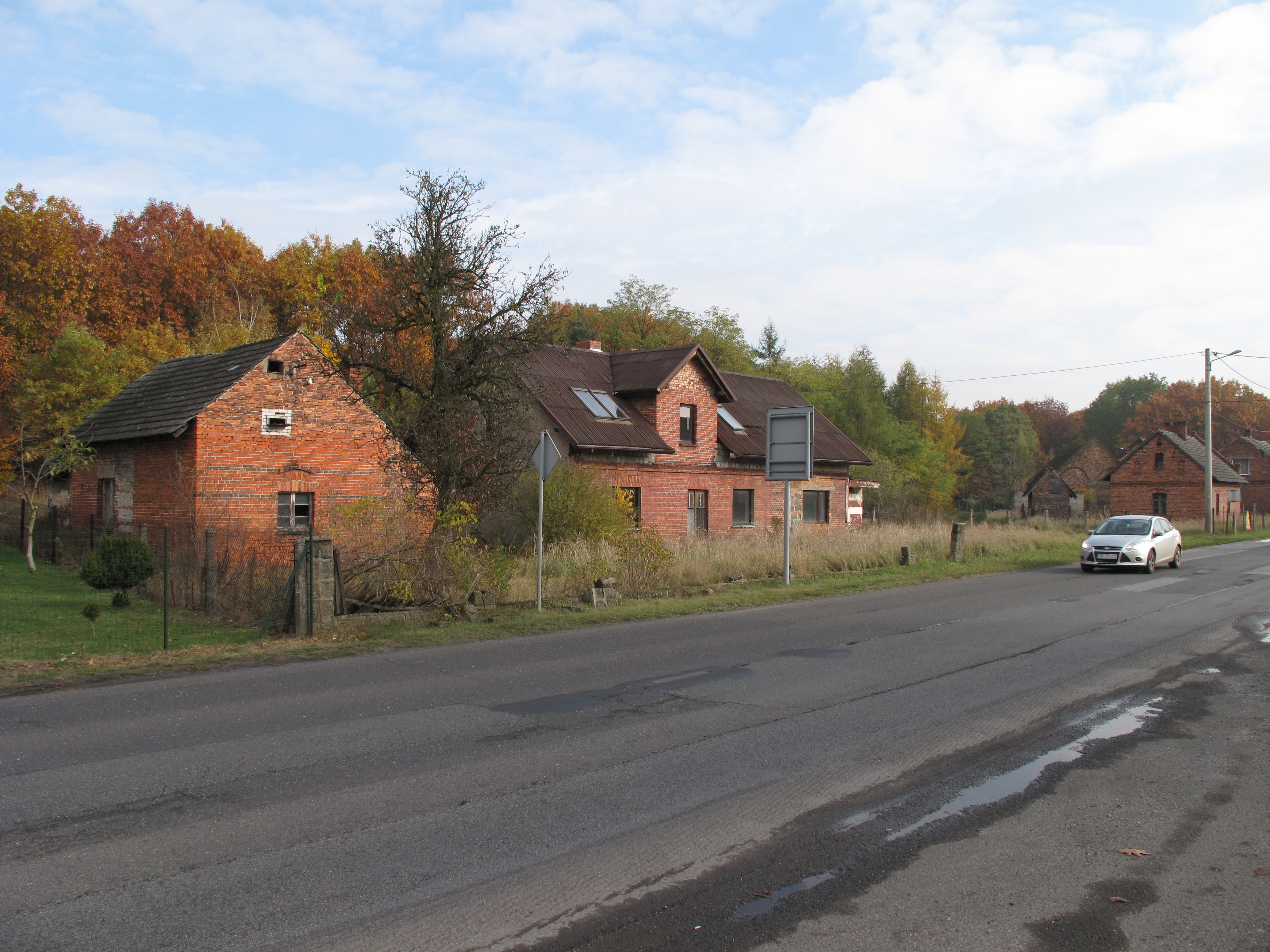
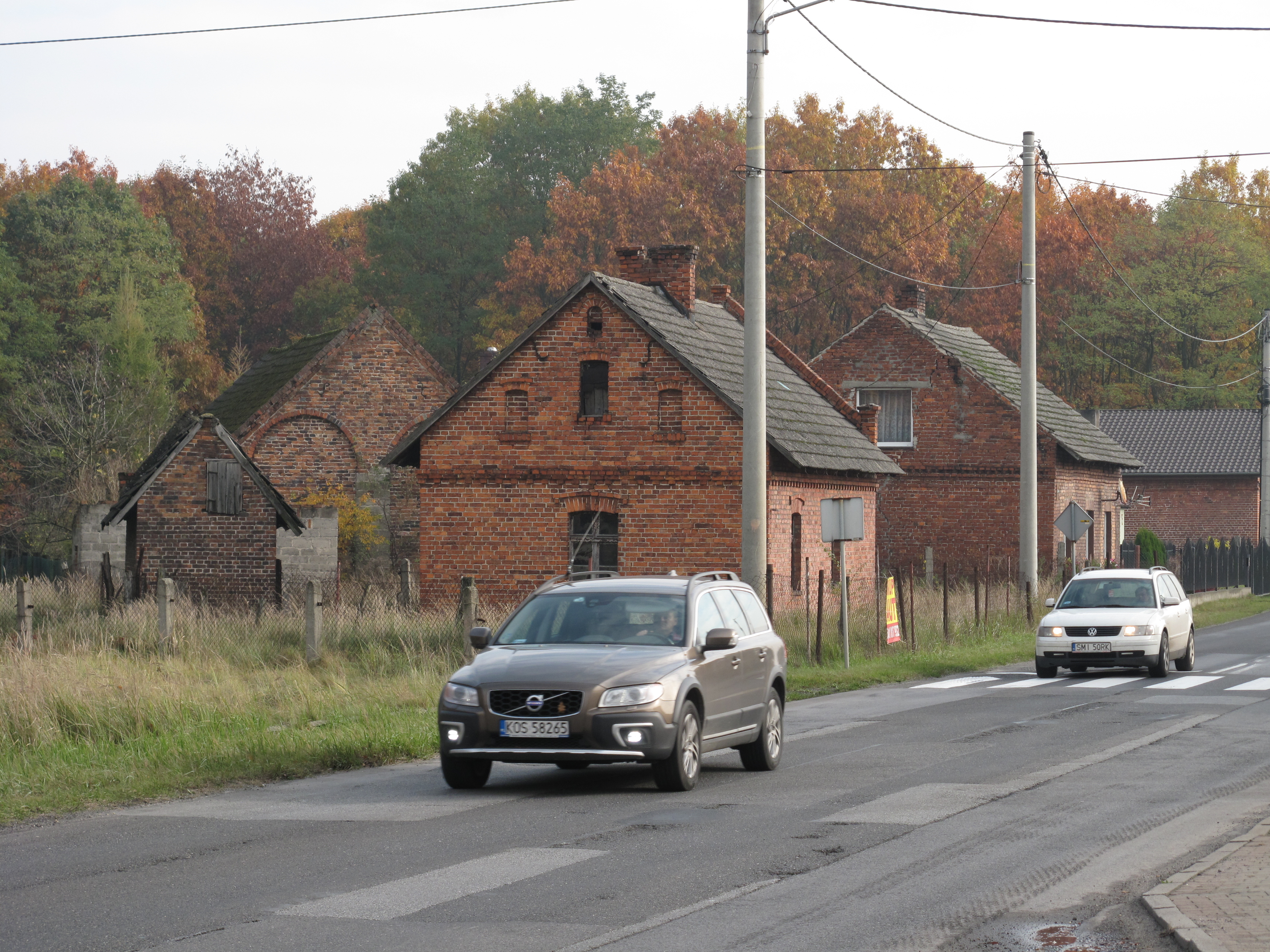